# Kara Lawson
Kara Marie Lawson (Alexandria, 14 de febrero de 1981) es una baloncestista estadounidense de la Women's National Basketball Association (WNBA) que ocupa la posición de base. Fue reclutada por los Detroit Shock en la primera ronda del Draft de la WNBA de 2003.
Fue parte del equipo estadounidense que se alzó CON la medalla de oro en el Torneo femenino de baloncesto en los Juegos Olímpicos de Pekín 2008. Además, fue parte del All-Star Game de la WNBA de 2007.

## Estadísticas

### Totales
| Año                                                                                              | Equipo | J   | JI  | MJ   | TC   | ITC  | TC%  | 3P  | 3PA  | 3P%  | 2P  | 2PA  | 2P%  | TL  | ITL | TL%  | RBO | RBD | RBT | AST | STL | BLK | TOV | PF  | PTS  |
| ------------------------------------------------------------------------------------------------ | ------ | --- | --- | ---- | ---- | ---- | ---- | --- | ---- | ---- | --- | ---- | ---- | --- | --- | ---- | --- | --- | --- | --- | --- | --- | --- | --- | ---- |
| 2003                                                                                             | SAC    | 34  | 0   | 769  | 89   | 227  | .392 | 54  | 135  | .400 | 35  | 92   | .380 | 31  | 40  | .775 | 30  | 77  | 107 | 56  | 15  | 5   | 42  | 45  | 263  |
| 2004                                                                                             | SAC    | 34  | 10  | 827  | 103  | 245  | .420 | 51  | 134  | .381 | 52  | 111  | .468 | 37  | 44  | .841 | 12  | 65  | 77  | 68  | 21  | 8   | 53  | 41  | 294  |
| 2005                                                                                             | SAC    | 24  | 1   | 508  | 65   | 148  | .439 | 36  | 81   | .444 | 29  | 67   | .433 | 26  | 31  | .839 | 7   | 26  | 33  | 37  | 13  | 3   | 22  | 28  | 192  |
| 2006                                                                                             | SAC    | 34  | 6   | 749  | 96   | 242  | .397 | 49  | 123  | .398 | 47  | 119  | .395 | 36  | 39  | .923 | 11  | 54  | 65  | 56  | 20  | 4   | 43  | 37  | 277  |
| 2007 ★                                                                                           | SAC    | 34  | 0   | 774  | 128  | 340  | .376 | 45  | 133  | .338 | 83  | 207  | .401 | 74  | 88  | .841 | 24  | 56  | 80  | 67  | 29  | 8   | 49  | 49  | 375  |
| 2008                                                                                             | SAC    | 32  | 32  | 829  | 139  | 343  | .405 | 60  | 139  | .432 | 79  | 204  | .387 | 53  | 58  | .914 | 16  | 66  | 82  | 67  | 28  | 2   | 48  | 41  | 391  |
| 2009                                                                                             | SAC    | 25  | 5   | 604  | 76   | 200  | .380 | 37  | 110  | .336 | 39  | 90   | .433 | 31  | 33  | .939 | 11  | 42  | 53  | 63  | 16  | 1   | 35  | 24  | 220  |
| 2010                                                                                             | CON    | 34  | 32  | 854  | 101  | 247  | .409 | 46  | 128  | .359 | 55  | 119  | .462 | 34  | 38  | .895 | 8   | 79  | 87  | 118 | 14  | 0   | 48  | 49  | 282  |
| 2011                                                                                             | CON    | 33  | 8   | 832  | 111  | 247  | .449 | 55  | 128  | .430 | 56  | 119  | .471 | 65  | 73  | .890 | 12  | 75  | 87  | 96  | 23  | 1   | 46  | 36  | 342  |
| 2012                                                                                             | CON    | 34  | 34  | 1066 | 169  | 343  | .493 | 74  | 172  | .430 | 95  | 171  | .556 | 100 | 107 | .935 | 17  | 114 | 131 | 136 | 27  | 5   | 60  | 40  | 512  |
| 2013                                                                                             | CON    | 9   | 6   | 271  | 45   | 103  | .437 | 22  | 48   | .458 | 23  | 55   | .418 | 12  | 14  | .857 | 8   | 25  | 33  | 38  | 5   | 1   | 22  | 14  | 124  |
| 2014                                                                                             | WAS    | 28  | 4   | 611  | 69   | 182  | .379 | 29  | 86   | .337 | 40  | 96   | .417 | 29  | 31  | .935 | 11  | 70  | 81  | 69  | 8   | 1   | 35  | 30  | 196  |
| 2015                                                                                             | WAS    | 22  | 21  | 550  | 70   | 180  | .389 | 26  | 81   | .321 | 44  | 99   | .444 | 45  | 48  | .938 | 9   | 56  | 65  | 79  | 13  | 3   | 25  | 23  | 211  |
| Car                                                                                              |        | 377 | 159 | 9244 | 1261 | 3047 | .414 | 584 | 1498 | .390 | 677 | 1549 | .437 | 573 | 644 | .890 | 176 | 805 | 981 | 950 | 232 | 42  | 528 | 457 | 3679 |
| Notas: J=Juegos; JI=Juegos iniciales; MJ=Minutos jugados; ITC=Intentos de TC; ITL=Intentos de TL |        |     |     |      |      |      |      |     |      |      |     |      |      |     |     |      |     |     |     |     |     |     |     |     |      |

### Por juego
| Año                                                                                              | Equipo | J   | JI  | MJ   | TC  | ITC  | TC%  | 3P  | 3PA | 3P%  | 2P  | 2PA | 2P%  | TL  | ITL | TL%  | RBO | RBD | RBT | AST | STL | BLK | TOV | PF  | PTS  |
| ------------------------------------------------------------------------------------------------ | ------ | --- | --- | ---- | --- | ---- | ---- | --- | --- | ---- | --- | --- | ---- | --- | --- | ---- | --- | --- | --- | --- | --- | --- | --- | --- | ---- |
| 2003                                                                                             | SAC    | 34  | 0   | 22.6 | 2.6 | 6.7  | .392 | 1.6 | 4.0 | .400 | 1.0 | 2.7 | .380 | 0.9 | 1.2 | .775 | 0.9 | 2.3 | 3.1 | 1.6 | 0.4 | 0.1 | 1.2 | 1.3 | 7.7  |
| 2004                                                                                             | SAC    | 34  | 10  | 24.3 | 3.0 | 7.2  | .420 | 1.5 | 3.9 | .381 | 1.5 | 3.3 | .468 | 1.1 | 1.3 | .841 | 0.4 | 1.9 | 2.3 | 2.0 | 0.6 | 0.2 | 1.6 | 1.2 | 8.6  |
| 2005                                                                                             | SAC    | 24  | 1   | 21.2 | 2.7 | 6.2  | .439 | 1.5 | 3.4 | .444 | 1.2 | 2.8 | .433 | 1.1 | 1.3 | .839 | 0.3 | 1.1 | 1.4 | 1.5 | 0.5 | 0.1 | 0.9 | 1.2 | 8.0  |
| 2006                                                                                             | SAC    | 34  | 6   | 22.0 | 2.8 | 7.1  | .397 | 1.4 | 3.6 | .398 | 1.4 | 3.5 | .395 | 1.1 | 1.1 | .923 | 0.3 | 1.6 | 1.9 | 1.6 | 0.6 | 0.1 | 1.3 | 1.1 | 8.1  |
| 2007                                                                                             | SAC    | 34  | 0   | 22.8 | 3.8 | 10.0 | .376 | 1.3 | 3.9 | .338 | 2.4 | 6.1 | .401 | 2.2 | 2.6 | .841 | 0.7 | 1.6 | 2.4 | 2.0 | 0.9 | 0.2 | 1.4 | 1.4 | 11.0 |
| 2008                                                                                             | SAC    | 32  | 32  | 25.9 | 4.3 | 10.7 | .405 | 1.9 | 4.3 | .432 | 2.5 | 6.4 | .387 | 1.7 | 1.8 | .914 | 0.5 | 2.1 | 2.6 | 2.1 | 0.9 | 0.1 | 1.5 | 1.3 | 12.2 |
| 2009                                                                                             | SAC    | 25  | 5   | 24.2 | 3.0 | 8.0  | .380 | 1.5 | 4.4 | .336 | 1.6 | 3.6 | .433 | 1.2 | 1.3 | .939 | 0.4 | 1.7 | 2.1 | 2.5 | 0.6 | 0.0 | 1.4 | 1.0 | 8.8  |
| 2010                                                                                             | CON    | 34  | 32  | 25.1 | 3.0 | 7.3  | .409 | 1.4 | 3.8 | .359 | 1.6 | 3.5 | .462 | 1.0 | 1.1 | .895 | 0.2 | 2.3 | 2.6 | 3.5 | 0.4 | 0.0 | 1.4 | 1.4 | 8.3  |
| 2011                                                                                             | CON    | 33  | 8   | 25.2 | 3.4 | 7.5  | .449 | 1.7 | 3.9 | .430 | 1.7 | 3.6 | .471 | 2.0 | 2.2 | .890 | 0.4 | 2.3 | 2.6 | 2.9 | 0.7 | 0.0 | 1.4 | 1.1 | 10.4 |
| 2012                                                                                             | CON    | 34  | 34  | 31.4 | 5.0 | 10.1 | .493 | 2.2 | 5.1 | .430 | 2.8 | 5.0 | .556 | 2.9 | 3.1 | .935 | 0.5 | 3.4 | 3.9 | 4.0 | 0.8 | 0.1 | 1.8 | 1.2 | 15.1 |
| 2013                                                                                             | CON    | 9   | 6   | 30.1 | 5.0 | 11.4 | .437 | 2.4 | 5.3 | .458 | 2.6 | 6.1 | .418 | 1.3 | 1.6 | .857 | 0.9 | 2.8 | 3.7 | 4.2 | 0.6 | 0.1 | 2.4 | 1.6 | 13.8 |
| 2014                                                                                             | WAS    | 28  | 4   | 21.8 | 2.5 | 6.5  | .379 | 1.0 | 3.1 | .337 | 1.4 | 3.4 | .417 | 1.0 | 1.1 | .935 | 0.4 | 2.5 | 2.9 | 2.5 | 0.3 | 0.0 | 1.3 | 1.1 | 7.0  |
| 2015                                                                                             | WAS    | 22  | 21  | 25.0 | 3.2 | 8.2  | .389 | 1.2 | 3.7 | .321 | 2.0 | 4.5 | .444 | 2.0 | 2.2 | .938 | 0.4 | 2.5 | 3.0 | 3.6 | 0.6 | 0.1 | 1.1 | 1.0 | 9.6  |
| Car                                                                                              |        | 377 | 159 | 24.5 | 3.3 | 8.1  | .414 | 1.5 | 4.0 | .390 | 1.8 | 4.1 | .437 | 1.5 | 1.7 | .890 | 0.5 | 2.1 | 2.6 | 2.5 | 0.6 | 0.1 | 1.4 | 1.2 | 9.8  |
| Notas: J=Juegos; JI=Juegos iniciales; MJ=Minutos jugados; ITC=Intentos de TC; ITL=Intentos de TL |        |     |     |      |     |      |      |     |     |      |     |     |      |     |     |      |     |     |     |     |     |     |     |     |      |